# Bitstream Vera
Bitstream Vera – fonty opracowane przez Jima Lyles i opublikowane przez firmę Bitstream na licencji pozwalającej na nieodpłatne korzystanie, rozpowszechnianie oraz tworzenie form pochodnych. Są dostępne w formacie TrueType i posiadają hinting. Podstawą opracowania fontu był zestaw Bitstream Prima.
Na podstawie fontów Bitstream Vera powstały fonty rodziny DejaVu, często rozprowadzane wraz ze środowiskiem graficznym różnych dystrybucji opartych na Linuksie. Fonty Bistream Vera zawierają tylko znaki alfabetu łacińskiego stosowane w językach Europy Zachodniej, fonty DejaVu posiadają bardziej rozbudowany zestaw obsługiwanych znaków.

## Charakterystyka
W skład fontów Bitstream Vera wchodzą rodziny fontów o krojach bezszeryfowych, szeryfowych i krój stały.